# فيكتور مارينو
فيكتور مارينو (بالإسبانية: Víctor Merino) هو لاعب كرة قدم سلفادوري في مركز الوسط، ولد في 18 أغسطس 1979 في أبوبا، السلفادور ‏ في السلفادور. شارك مع منتخب السلفادور لكرة القدم. أما مع النوادي، فقد لعب مع نادي أكويلا ونادي جاز ونادي سانتانيكوس أسوشيتد.

## وصلات خارجية
- فيكتور مارينو على موقع الاتحاد الدولي (مؤرشف)  (الإنجليزية)
- فيكتور مارينو على موقع قاعدة بيانات كرة القدم.إي يو (الإنجليزية)
- فيكتور مارينو على موقع ناشيونال فوتبول تيمز (الإنجليزية)
- فيكتور مارينو على موقع Soccerway.com (الإنجليزية)